# Tomasz Otmianowski
Tomasz Stanisław Otmianowski (ur. 1931, zm. 12 kwietnia 2017) – polski specjalista z zakresu budowy i eksploatacja maszyn, prof. dr hab. inż.

## Życiorys
Specjalizował się w zakresie budowy i eksploatacji maszyn, mechanice, technice rolniczej, niezawodności systemów technicznych oraz trybologii. Był między innymi kierownikiem Zakładu Technologii Materiałów i Organizacji Napraw oraz dyrektorem Instytutu Techniki Rolniczej Akademii Rolniczej w Lublinie (obecnie Uniwersytet Przyrodniczy w Lublinie). Piastował również funkcję prodziekana Wydziału Mechanizacji Rolnictwa oraz prorektora Akademii Rolniczej w Lublinie. Był członkiem Komitetu Techniki Rolniczej Polskiej Akademii Nauk.